# Alexander Viveros
Alexander Viveros Sánchez (Cali, 8 oktober 1977) is een voormalig voetballer uit Colombia, die speelde als middenvelder. Hij beëindigde zijn loopbaan in 2012 bij de Colombiaanse club Deportivo Cali.

## Clubcarrière
Viveros speelde als verdedigende middenvelder. Hij maakte zijn debuut in het profvoetbal in het seizoen 1996/97 als speler van Deportivo Cali. Viveros speelde eveneens clubvoetbal in Brazilië, Portugal, Frankrijk, Zwitserland en Argentinië.

## Interlandcarrière
Viveros kwam 34 keer uit voor het Colombiaans voetbalelftal en scoorde twee keer voor zijn vaderland in de periode 1999–2005. Onder leiding van bondscoach Javier Álvarez maakte hij als speler van Deportivo Cali zijn debuut voor Los Cafeteros op 24 juni 1999 in de vriendschappelijke uitwedstrijd tegen Paraguay (2-1) in Asuncion. Hij nam dat jaar met zijn vaderland deel aan de strijd om de Copa América.

## Erelijst
Deportivo Cali
- Landskampioen

1998
 Cruzeiro EC
- Copa do Brasil

2000
 Racing Club Avellaneda
- Landskampioen

2001